# U.S. Men's Clay Court Championships
L'U.S. Men's Clay Court Championships è un torneo di tennis maschile che si svolge sui campi in terra marrone del River Oaks Country Club di Houston in Texas.

## Storia

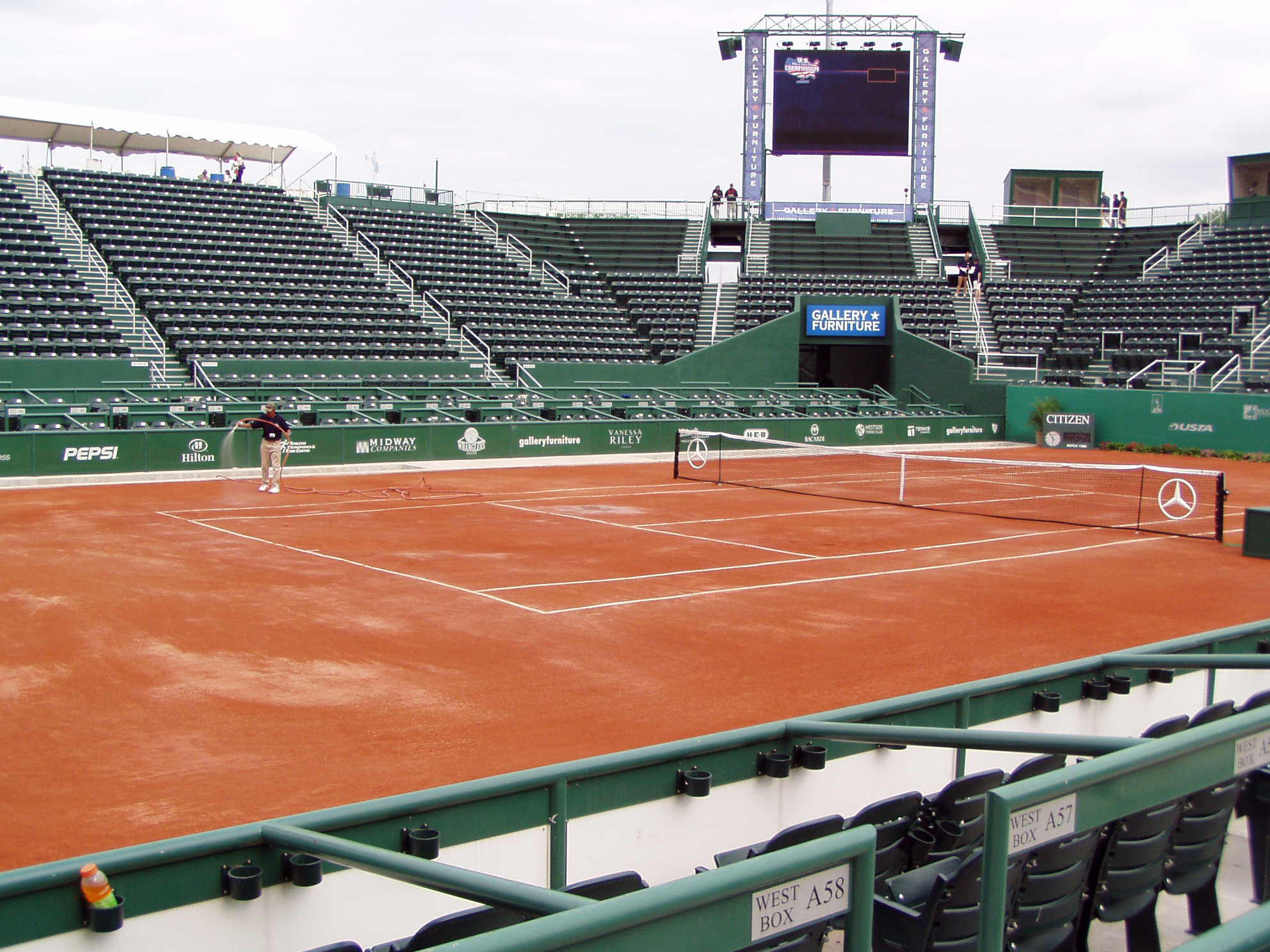
Il Gallery Furniture Stadium, campo centrale del Westside Tennis Club

Il torneo ha avuto inizio nel 1910 quando la Western Lawn Tennis Association (una parte della United States Lawn Tennis Association ora conosciuta come la USTA / Midwest), spinse la USLTA a creare un torneo nazionale giocato sulla terra rossa che avrebbe aiutato a promuovere la creazione di più campi con questa superficie nell'ovest degli Stati Uniti. I campi in terra rossa erano più economici da installare e gestire rispetto ai campi in erba. La speranza era che i minori costi di manutenzione avrebbero consentito una più rapida espansione del gioco. I primi National Clay Court Championships si sono svolsero presso l'Omaha Field Club con una folla di 5.000 spettatori a guardare le finali. Si scelse la terra marrone, una superficie più veloce rispetto alla terra rossa, ovvero identica per caratteristiche alla terra verde, ma con una diversa colorazione per aumentare la visibilità della pallina. L'interesse verso la tale superficie crebbe molto e a causa di una maggiore partecipazione di pubblico nel 1914 l'evento fu spostato al Cincinnati Tennis Club. È stato votato dai tennisti come miglior torneo di categoria nel 2003 e 2004. L'edizioni del 2020 e 2021 non sono state disputate a causa della pandemia di COVID-19.
Bill Tilden detiene il record nel singolare con 7 titoli, mentre nel doppio con sei vittorie sono tre tennisti a condividere il record, Clark Graebner, e i fratelli Bob e Mike Bryan in coppia.
Nell'edizione del 1975 durante la semifinale tra Manuel Orantes e Guillermo Vilas, quest'ultimo eseguì il primo tweener in una partita ufficiale di tennis.

## Sede del torneo
| Città                             | Anni                                                    |
| --------------------------------- | ------------------------------------------------------- |
| Omaha                             | 1910-1911, 1913                                         |
| Pittsburgh                        | 1912, 1915                                              |
| Cincinnati                        | 1914, 1917                                              |
| Cleveland                         | 1916                                                    |
| Chicago                           | 1918-1921, 1933-1935, 1937, 1939-1940, 1945, 1962       |
| Indianapolis                      | 1922-1923, 1929, 1969-1987                              |
| St. Louis                         | 1924-1925, 1931, 1942                                   |
| Detroit                           | 1926-1927, 1943-1944                                    |
| Kansas City                       | 1930                                                    |
| Memphis                           | 1932                                                    |
| River Forest                      | 1936, 1938, 1941, 1946, 1948-1954, 1956-1961, 1963-1965 |
| Salt Lake City                    | 1947                                                    |
| Atlanta                           | 1955                                                    |
| Milwaukee                         | 1966-1968                                               |
| Charleston                        | 1988-1989                                               |
| Kiawah Island                     | 1990                                                    |
| Charlotte                         | 1991-1993                                               |
| Birmingham                        | 1994                                                    |
| Pinehurst                         | 1995-1996                                               |
| Orlando                           | 1997-2000                                               |
| Houston (Westside Tennis Club)    | 2001-2007                                               |
| Houston (River Oaks Country Club) | 2008-oggi                                               |

## Albo d'oro

### Singolare
| Anno       | Città                                 | Campione                              | Finale                                | Punteggio                             |
| ---------- | ------------------------------------- | ------------------------------------- | ------------------------------------- | ------------------------------------- |
| 1910       | Omaha                                 | Melville Long                         | Walter Merrill Hall                   | 6–0, 6–1, 6–1                         |
| 1911       | Omaha                                 | Walter Hayes (1)                      | Percy Siverd                          | 7–5, 6–2, 6–1                         |
| 1912       | Pittsburgh                            | Richard N. Williams (1)               | Walter Hayes                          | 6–3, 6–1, 8–6                         |
| 1913       | Omaha                                 | John R. Strachan                      | Walter Merrill Hall                   | 6–0, 6–4, 4–6, 6–4                    |
| 1914       | Cincinnati                            | Clarence Griffin                      | Elia Fottrell                         | 3–6, 6–8, 8–6, 6–0, 6–2               |
| 1915       | Pittsburgh                            | Richard N. Williams (2)               | Clarence Griffin                      | Walkover                              |
| 1916       | Cleveland                             | Willis Davis                          | Conrad B. Doyle                       | 6–2, 7–5, 6–3                         |
| 1917       | Cleveland                             | Sam Hardy                             | Charles Garland                       | 3–6, 6–1, 6–3, 6–3                    |
| 1918       | Chicago                               | Bill Tilden (1)                       | Charles Garland                       | 6–4, 6–4, 3–6, 6–2                    |
| 1919       | Chicago                               | Bill Johnston                         | Bill Tilden                           | 6–0, 6–1, 4–6, 6–2                    |
| 1920       | Chicago                               | Roland Roberts                        | Vincent Richards                      | 6–3, 6–1, 6–3                         |
| 1921       | Chicago                               | Walter Hayes (2)                      | Alexander Squair                      | 6–0, 6–2, 6–4                         |
| 1922       | Indianapolis                          | Bill Tilden (2)                       | Zenzo Shimizu                         | 7–5, 6–3, 6–1                         |
| 1923       | Indianapolis                          | Bill Tilden (3)                       | Manuel Alonso                         | 6–2, 6–8, 6–1, 7–5                    |
| 1924       | St. Louis                             | Bill Tilden (4)                       | Harvey Snodgrass                      | 6–2, 6–1, 6–1                         |
| 1925       | St. Louis                             | Bill Tilden (5)                       | George Lott                           | 3–6, 6–3, 2–6, 6–2, 8–6               |
| 1926       | Detroit                               | Bill Tilden (6)                       | Brian I. C. Norton                    | Walkover                              |
| 1927       | Detroit                               | Bill Tilden (7)                       | John F. Hennessey                     | 6–4, 6–1, 6–2                         |
| 1928       | Non disputato                         | Non disputato                         | Non disputato                         | Non disputato                         |
| 1929       | Indianapolis                          | Emmett Pare                           | J. Gilbert Hall                       | 6–4, 6–3, 4–6, 3–6, 6–1               |
| 1930       | Kansas City                           | Bryan Grant (1)                       | Wilbur F. Coen, Jr.                   | 6–2, 6–4, 6–2                         |
| 1931       | St. Louis                             | Ellsworth Vines                       | Keith Gledhill                        | 6–3, 6–3, 6–3                         |
| 1932       | Memphis                               | George Lott                           | Bryan Grant                           | 3–6, 6–2, 3–6, 6–3, 6–3               |
| 1933       | Chicago                               | Frank Parker (1)                      | Gene Mako                             | 6–3, 6–3, 6–3                         |
| 1934       | Chicago                               | Bryan Grant (2)                       | Donald Budge                          | 6–2, 8–6, 6–3                         |
| 1935       | Chicago                               | Bryan Grant (3)                       | Frank Parker                          | 4–6, 6–1, 3–6, 6–3, 6–0               |
| 1936       | River Forest                          | Bobby Riggs (1)                       | Frank Parker                          | 6–1, 6–8, 6–4                         |
| 1937       | Chicago                               | Bobby Riggs (2)                       | Joe Hunt                              | 6–3, 4–6, 6–3, 6–4                    |
| 1938       | River Forest                          | Bobby Riggs (3)                       | Gardnar Mulloy                        | 6–4, 5–7, 4–6, 6–1, 7–5               |
| 1939       | Chicago                               | Frank Parker (2)                      | Gardnar Mulloy                        | 6–3, 6–0, 5–7, 6–1                    |
| 1940       | Chicago                               | Donald McNeill                        | Bobby Riggs                           | 6–1, 6–4, 6–8, 6–3                    |
| 1941       | River Forest                          | Frank Parker (3)                      | Bobby Riggs                           | 6–3, 7–5, 6–8, 4–6, 6–3               |
| 1942       | St. Louis                             | Seymour Greenberg (1)                 | Harris Everett                        | 5–7, 7–5, 7–9, 7–5                    |
| 1943       | Detroit                               | Seymour Greenberg (2)                 | William Talbert                       | 6–1, 4–6, 6–3, 6–3                    |
| 1944       | Detroit                               | Pancho Segura                         | William Talbert                       | 6–3, 2–6, 7–5, 6–3                    |
| 1945       | Chicago                               | William Talbert                       | Pancho Segura                         | 6–4, 4–6, 6–2, 2–6, 6–2               |
| 1946       | River Forest                          | Frank Parker (4)                      | William Talbert                       | 6–4, 6–4, 6–2                         |
| 1947       | Salt Lake City                        | Frank Parker (5)                      | Ted Schroeder                         | 8–6, 6–2, 6–4                         |
| 1948       | River Forest                          | Pancho Gonzalez (1)                   | Nick Carter                           | 7–5, 6–2, 6–3                         |
| 1949       | River Forest                          | Pancho Gonzalez (2)                   | Frank Parker                          | 6–1, 3–6, 8–6, 6–3                    |
| 1950       | River Forest                          | Herbert Flam (1)                      | Ted Schroeder                         | 6–1, 6–2, 6–2                         |
| 1951       | River Forest                          | Tony Trabert (1)                      | Arthur Larsen                         | 6–8, 2–6, 6–4, 6–3, 8–6               |
| 1952       | River Forest                          | Arthur Larsen                         | Richard Savitt                        | 4–6, 6–4, 6–2, 6–4                    |
| 1953       | River Forest                          | Vic Seixas (1)                        | Hamilton Richardson                   | 6–2, 6–4, 6–3                         |
| 1954       | River Forest                          | Bernard Bartzen (1)                   | Tony Trabert                          | 6–4, 4–6, 6–0, 6–2                    |
| 1955       | Atlanta                               | Tony Trabert (2)                      | Bernard Bartzen                       | 10–8, 6–1, 6–4                        |
| 1956       | River Forest                          | Herbert Flam (2)                      | Edward Moylan                         | 3–6, 6–3, 1–6, 6–3, 6–3               |
| 1957       | River Forest                          | Vic Seixas (2)                        | Herbert Flam                          | 1–6, 8–6, 6–1, 6–3                    |
| 1958       | River Forest                          | Bernard Bartzen (2)                   | Sam Giammalva                         | 3–6, 7–5, 6–2, 6–2                    |
| 1959       | River Forest                          | Bernard Bartzen (3)                   | Whitney Reed                          | 6–0, 8–6, 9–7                         |
| 1960       | River Forest                          | Barry MacKay                          | Bernard Bartzen                       | 4–6, 7–5, 6–4, 6–0                    |
| 1961       | River Forest                          | Bernard Bartzen (4)                   | Donald Dell                           | 6–1, 2–6, 6–2, 6–0                    |
| 1962       | Chicago                               | Chuck McKinley (1)                    | Fred Stolle                           | 6–3, 8–6, 6–4                         |
| 1963       | River Forest                          | Chuck McKinley (2)                    | Dennis Ralston                        | 6–2, 6–2, 6–4                         |
| 1964       | River Forest                          | Dennis Ralston (1)                    | Chuck McKinley                        | 6–2, 6–2, 6–1                         |
| 1965       | River Forest                          | Dennis Ralston (2)                    | Cliff Richey                          | 6–4, 4–6, 6–4, 6–3                    |
| 1966       | Milwaukee                             | Cliff Richey (1)                      | Frank Froehling II                    | 13–11, 6–1, 6–3                       |
| 1967       | Milwaukee                             | Arthur Ashe                           | Marty Riessen                         | 4–6, 6–3, 6–1, 7–5                    |
| 1968       | Milwaukee                             | Clark Graebner                        | Stan Smith                            | 6–3, 7–5, 6–0                         |
| 1969       | Indianapolis                          | Željko Franulović (1)                 | Arthur Ashe                           | 8–6, 6–3, 6–4                         |
| 1970       | Indianapolis                          | Cliff Richey (2)                      | Stan Smith                            | 6–2, 10–8, 3–6, 6–1                   |
| 1971       | Indianapolis                          | Željko Franulović (2)                 | Cliff Richey                          | 6–3, 6–4, 0–6, 6–3                    |
| 1972       | Indianapolis                          | Bob Hewitt                            | Jimmy Connors                         | 7–6, 6–1, 6–2                         |
| 1973       | Indianapolis                          | Manuel Orantes (1)                    | Georges Goven                         | 6–4, 6–1, 6–4                         |
| 1974       | Indianapolis                          | Jimmy Connors (1)                     | Björn Borg                            | 5–7, 6–3, 6–4                         |
| 1975       | Indianapolis                          | Manuel Orantes (2)                    | Arthur Ashe                           | 6–2, 6–2                              |
| 1976       | Indianapolis                          | Jimmy Connors (2)                     | Wojciech Fibak                        | 6–2, 6–4                              |
| 1977       | Indianapolis                          | Manuel Orantes (3)                    | Jimmy Connors                         | 6–1, 6–3                              |
| 1978       | Indianapolis                          | Jimmy Connors (3)                     | José Higueras                         | 7–5, 6–1                              |
| 1979       | Indianapolis                          | Jimmy Connors (4)                     | Guillermo Vilas                       | 6–1, 2–6, 6–4                         |
| 1980       | Indianapolis                          | José Luis Clerc (1)                   | Mel Purcell                           | 7–5, 6–3                              |
| 1981       | Indianapolis                          | José Luis Clerc (2)                   | Ivan Lendl                            | 4–6, 6–4, 6–2                         |
| 1982       | Indianapolis                          | José Higueras                         | Jimmy Arias                           | 7–5, 5–7, 6–3                         |
| 1983       | Indianapolis                          | Jimmy Arias                           | Andrés Gómez                          | 6–4, 2–6, 6–4                         |
| 1984       | Indianapolis                          | Andrés Gómez (1)                      | Balázs Taróczy                        | 6–0, 7–6                              |
| 1985       | Indianapolis                          | Ivan Lendl                            | Andrés Gómez                          | 6–1, 6–3                              |
| 1986       | Indianapolis                          | Andrés Gómez (2)                      | Thierry Tulasne                       | 6–4, 7–6                              |
| 1987       | Indianapolis                          | Mats Wilander                         | Kent Carlsson                         | 7–5, 6–3                              |
| 1988       | Charleston                            | Andre Agassi (1)                      | Jimmy Arias                           | 6–2, 6–2                              |
| 1989       | Charleston                            | Jay Berger                            | Lawson Duncan                         | 6–4, 6–3                              |
| 1990       | Kiawah Island                         | David Wheaton                         | Mark Kaplan                           | 6–4, 6–4                              |
| 1991       | Charlotte                             | Jaime Yzaga                           | Jimmy Arias                           | 6–3, 7–5                              |
| 1992       | Charlotte                             | MaliVai Washington                    | Claudio Mezzadri                      | 6–3, 6–3                              |
| 1993       | Charlotte                             | Horacio de la Peña                    | Jaime Yzaga                           | 3–6, 6–3, 6–4                         |
| 1994       | Birmingham                            | Jason Stoltenberg                     | Gabriel Markus                        | 6–3, 6–4                              |
| 1995       | Pinehurst                             | Thomas Enqvist                        | Javier Frana                          | 6–3, 3–6, 6–3                         |
| 1996       | Pinehurst                             | Fernando Meligeni                     | Mats Wilander                         | 6–4, 6–2                              |
| 1997       | Orlando                               | Michael Chang                         | Grant Stafford                        | 4–6, 6–2, 6–1                         |
| 1998       | Orlando                               | Jim Courier                           | Michael Chang                         | 7–5, 3–6, 7–5                         |
| 1999       | Orlando                               | Magnus Norman                         | Guillermo Cañas                       | 6–0, 6–3                              |
| 2000       | Orlando                               | Fernando González                     | Nicolás Massú                         | 6–2, 6–3                              |
| 2001       | Houston                               | Andy Roddick (1)                      | Hyung-Taik Lee                        | 7–5, 6–3                              |
| 2002       | Houston                               | Andy Roddick (2)                      | Pete Sampras                          | 7–6(19), 6–3                          |
| 2003       | Houston                               | Andre Agassi (2)                      | Andy Roddick                          | 3–6, 6–3, 6–4                         |
| 2004       | Houston                               | Tommy Haas                            | Andy Roddick                          | 6–3, 6–4                              |
| 2005       | Houston                               | Andy Roddick (3)                      | Sébastien Grosjean                    | 6–2, 6–2                              |
| 2006       | Houston                               | Mardy Fish                            | Jürgen Melzer                         | 3–6, 6–4, 6–3                         |
| 2007       | Houston                               | Ivo Karlović                          | Mariano Zabaleta                      | 6–4, 6–1                              |
| 2008       | Houston                               | Marcel Granollers                     | James Blake                           | 6–4, 1–6, 7–5                         |
| 2009       | Houston                               | Lleyton Hewitt                        | Wayne Odesnik                         | 6–2, 7–5                              |
| 2010       | Houston                               | Juan Ignacio Chela                    | Sam Querrey                           | 5–7, 6–4, 6–3                         |
| 2011       | Houston                               | Ryan Sweeting                         | Kei Nishikori                         | 6–4, 7–6(3)                           |
| 2012       | Houston                               | Juan Mónaco (1)                       | John Isner                            | 6–2, 3–6, 6–3                         |
| 2013       | Houston                               | John Isner                            | Nicolás Almagro                       | 6–3, 7–5                              |
| 2014       | Houston                               | Fernando Verdasco                     | Nicolás Almagro                       | 6–3, 7–6(4)                           |
| 2015       | Houston                               | Jack Sock                             | Sam Querrey                           | 7–6(9), 7–6(2)                        |
| 2016       | Houston                               | Juan Mónaco (2)                       | Jack Sock                             | 3–6, 6–3, 7–5                         |
| 2017       | Houston                               | Steve Johnson (1)                     | Thomaz Bellucci                       | 6–4, 4–6, 7–6(5)                      |
| 2018       | Houston                               | Steve Johnson (2)                     | Tennys Sandgren                       | 7–6(2), 2–6, 6–4                      |
| 2019       | Houston                               | Cristian Garín                        | Casper Ruud                           | 7–6(4), 4–6, 6–3                      |
| 2020- 2021 | Annullato per pandemia di Coronavirus | Annullato per pandemia di Coronavirus | Annullato per pandemia di Coronavirus | Annullato per pandemia di Coronavirus |
| 2022       | Houston                               | Reilly Opelka                         | John Isner                            | 6–3, 7–6(7)                           |
| 2023       | Houston                               | Frances Tiafoe                        | Tomás Martín Etcheverry               | 7–6(1), 7–6(6)                        |
| 2024       | Houston                               | Ben Shelton                           | Frances Tiafoe                        | 7–5, 4–6, 6–3                         |
| 2025       | Houston                               | Jenson Brooksby                       | Frances Tiafoe                        | 6–4, 6–2                              |

### Doppio
| Anno       | Città                                 | Campione                                 | Finale                                   | Punteggio                             |
| ---------- | ------------------------------------- | ---------------------------------------- | ---------------------------------------- | ------------------------------------- |
| 1910       | Omaha                                 | Fred G. Anderson Walter T. Hayes (1)     |                                          |                                       |
| 1911       | Omaha                                 | Hugh Whitehead J. Homer Winston          |                                          |                                       |
| 1912       | Pittsburgh                            | Harold Hackett Walter Merrill Hall       |                                          |                                       |
| 1913       | Omaha                                 | Clarence Griffin John R. Strachan        |                                          |                                       |
| 1914       | Cincinnati                            | Nat Browne Claude Wayne                  |                                          |                                       |
| 1915       | Pittsburgh                            | George Church Dean Mathey                |                                          |                                       |
| 1916       | Cleveland                             | Willis E. Davis H. Van Dyke Johns        | C. B. Doyle L. W. Knox                   | 3–6, 6–0, 6–1, 6–2                    |
| 1917       | Cleveland                             | Charles Garland (1) Sam Hardy (1)        |                                          |                                       |
| 1918       | Chicago                               | Charles Garland (2) Sam Hardy (2)        |                                          |                                       |
| 1919       | Chicago                               | Sam Hardy (3) Bill Johnston              |                                          |                                       |
| 1920       | Chicago                               | Vincent Richards Roland Roberts          |                                          |                                       |
| 1921       | Chicago                               | Walter T. Hayes (2) Clifton Herd         |                                          |                                       |
| 1922       | Indianapolis                          | Fred Bastien Ralph Burdick               |                                          |                                       |
| 1923       | Indianapolis                          | Howard Kinsey (1) Robert Kinsey (1)      |                                          |                                       |
| 1924       | St. Louis                             | Howard Kinsey (2) Robert Kinsey (2)      |                                          |                                       |
| 1925       | St. Louis                             | Harvey Snodgrass Walter Wesbrook         |                                          |                                       |
| 1926       | Detroit                               | Louis Thalheimer Lewis White             |                                          |                                       |
| 1927       | Detroit                               | John Hennessey Lucien Williams           |                                          |                                       |
| 1928       | Non disputato                         | Non disputato                            | Non disputato                            | Non disputato                         |
| 1929       | Indianapolis                          | J. Gilbert Hall (1) Frederic Mercur (1)  |                                          |                                       |
| 1930       | Kansas City                           | J. Gilbert Hall (2) Frederic Mercur (2)  |                                          |                                       |
| 1931       | St. Louis                             | Keith Gledhill Ellsworth Vines           |                                          |                                       |
| 1932       | Memphis                               | Bryan "Bitsy" Grant George M. Lott       |                                          |                                       |
| 1933       | Chicago                               | Gene Mako (1) Jack Tidball               |                                          |                                       |
| 1934       | Chicago                               | Donald Budge Gene Mako (2)               |                                          |                                       |
| 1935       | Chicago                               | Berkley Bell J. Gilbert Hall (3)         |                                          |                                       |
| 1936       | River Forest                          | Bobby Riggs Wayne Sabin                  |                                          |                                       |
| 1937       | Chicago                               | Eugene McCaulif John McDiarmid           |                                          |                                       |
| 1938       | River Forest                          | Joe Hunt Lewis Wetheral                  |                                          |                                       |
| 1939       | Chicago                               | Gene Mako (3) Frank Parker               |                                          |                                       |
| 1940       | Chicago                               | Robert Harman Robert Peacock             |                                          |                                       |
| 1941       | River Forest                          | Jack Kramer Frederick Schroeder (1)      |                                          |                                       |
| 1942       | St. Louis                             | William Reedy Bill Talbert (1)           |                                          |                                       |
| 1943       | Detroit                               | Earl Cochrel Robert Kimbrell             |                                          |                                       |
| 1944       | Detroit                               | Francisco Segura (1) Bill Talbert (2)    |                                          |                                       |
| 1945       | Chicago                               | Francisco Segura (2) Bill Talbert (3)    |                                          |                                       |
| 1946       | River Forest                          | Gardnar Mulloy Bill Talbert (4)          |                                          |                                       |
| 1947       | Salt Lake City                        | Frederick Schroeder (1) Jack Tuero       |                                          |                                       |
| 1948       | River Forest                          | Tom Chambers Sam Match (1)               |                                          |                                       |
| 1949       | River Forest                          | Sam Match (2) Vic Seixas (1)             |                                          |                                       |
| 1950       | River Forest                          | Herb Flam Arthur Larsen (1)              |                                          |                                       |
| 1951       | River Forest                          | Hamilton Richardson (1) Tony Trabert (1) |                                          |                                       |
| 1952       | River Forest                          | Grant Golden (1) Arthur Larsen (2)       |                                          |                                       |
| 1953       | River Forest                          | Bernard Bartzen (1) Grant Golden (2)     |                                          |                                       |
| 1954       | River Forest                          | Vic Seixas (2) Tony Trabert (2)          |                                          |                                       |
| 1955       | Atlanta                               | Hamilton Richardson (2) Tony Trabert (3) |                                          |                                       |
| 1956       | River Forest                          | Francisco Contreras Alejandro Olmedo     |                                          |                                       |
| 1957       | River Forest                          | Ashley Cooper Neale Fraser               |                                          |                                       |
| 1958       | River Forest                          | Samuel Giamalva Barry MacKay             |                                          |                                       |
| 1959       | River Forest                          | Bernard Bartzen (2) Grant Golden (3)     |                                          |                                       |
| 1960       | River Forest                          | Bob Hewitt Marty Mulligan                |                                          |                                       |
| 1961       | River Forest                          | Chuck McKinley (1) Dennis Ralston (1)    |                                          |                                       |
| 1962       | Chicago                               | Ramsey Earnhart Marty Riessen (1)        |                                          |                                       |
| 1963       | River Forest                          | Clark Graebner (1) Marty Riessen (2)     |                                          |                                       |
| 1964       | River Forest                          | Chuck McKinley (2) Dennis Ralston (2)    |                                          |                                       |
| 1965       | River Forest                          | Clark Graebner (2) Marty Riessen (3)     |                                          |                                       |
| 1966       | Milwaukee                             | Clark Graebner (3) Dennis Ralston (3)    |                                          |                                       |
| 1967       | Milwaukee                             | Clark Graebner (4) Marty Riessen (4)     |                                          |                                       |
| 1968       | Milwaukee                             | Robert Lutz Stan Smith                   |                                          |                                       |
| 1969       | Indianapolis                          | Bill Bowrey Clark Graebner (5)           |                                          |                                       |
| 1970       | Indianapolis                          | Arthur Ashe Clark Graebner (6)           | Ilie Năstase Ion Țiriac                  | 2–6, 6–4, 6–4                         |
| 1971       | Indianapolis                          | Željko Franulović Jan Kodeš              | Clark Graebner Erik Van Dillen           | 7–6, 5–7, 6–3                         |
| 1972       | Indianapolis                          | Bob Hewitt Frew McMillan (1)             | Patricio Cornejo Jaime Fillol            | 6–2, 6–3                              |
| 1973       | Indianapolis                          | Bob Carmichael Frew McMillan (2)         | Manuel Orantes Ion Țiriac                | 6–3, 6–4                              |
| 1974       | Indianapolis                          | Ilie Năstase Jimmy Connors               | Jürgen Fassbender Hans-Jürgen Pohmann    | 6–7, 6–3, 6–4                         |
| 1975       | Indianapolis                          | Juan Gisbert Manuel Orantes              | Wojciech Fibak Hans-Jürgen Pohmann       | 7–5, 6–0                              |
| 1976       | Indianapolis                          | Brian Gottfried Raúl Ramírez             | Fred McNair Sherwood Stewart             | 6–2, 6–2                              |
| 1977       | Indianapolis                          | Patricio Cornejo Jaime Fillol            | Dick Crealy Cliff Letcher                | 6–7, 6–4, 6–3                         |
| 1978       | Indianapolis                          | Gene Mayer (1) Hank Pfister              | Jeff Borowiak Chris Lewis                | 6–3, 6–1                              |
| 1979       | Indianapolis                          | Gene Mayer (2) John McEnroe              | Jan Kodeš Tomáš Šmíd                     | 6–4, 7–6                              |
| 1980       | Indianapolis                          | Kevin Curren (1) Steve Denton (1)        | Wojciech Fibak Ivan Lendl                | 3–6, 7–6, 6–4                         |
| 1981       | Indianapolis                          | Kevin Curren (2) Steve Denton (2)        | Raúl Ramírez Van Winitsky                | 6–3, 5–7, 7–5                         |
| 1982       | Indianapolis                          | Sherwood Stewart (1) Ferdi Taygan        | Robbie Venter Blaine Willenborg          | 6–4, 7–5                              |
| 1983       | Indianapolis                          | Mark Edmondson Sherwood Stewart (2)      | Carlos Kirmayr Cássio Motta              | 6–3, 6–2                              |
| 1984       | Indianapolis                          | Ken Flach (1) Robert Seguso (1)          | Heinz Günthardt Balázs Taróczy           | 7–6, 7–5                              |
| 1985       | Indianapolis                          | Ken Flach (2) Robert Seguso (2)          | Pavel Složil Kim Warwick                 | 6–4, 6–4                              |
| 1986       | Indianapolis                          | Hans Gildemeister Andrés Gómez           | John Fitzgerald Sherwood Stewart         | 6–4, 6–3                              |
| 1987       | Indianapolis                          | Laurie Warder Blaine Willenborg          | Joakim Nyström Mats Wilander             | 6–0, 6–3                              |
| 1988       | Charleston                            | Pieter Aldrich Danie Visser              | Jorge Lozano Todd Witsken                | 7–6(3), 6–3                           |
| 1989       | Charleston                            | Mikael Pernfors Tobias Svantesson        | Agustín Moreno Jaime Yzaga               | 6–4, 4–6, 7–5                         |
| 1990       | Kiawah Island                         | Scott Davis David Pate                   | Jim Grabb Leonardo Lavalle               | 6–2, 6–3                              |
| 1991       | Charlotte                             | Rick Leach Jim Pugh                      | Bret Garnett Greg Van Emburgh            | 6–3, 2–6, 6–3                         |
| 1992       | Charlotte                             | Steve DeVries David Macpherson           | Bret Garnett Jared Palmer                | 6–4, 7–6                              |
| 1993       | Charlotte                             | Rikard Bergh Trevor Kronemann            | Javier Frana Leonardo Lavalle            | 6–1, 6–2                              |
| 1994       | Birmingham                            | Todd Woodbridge (1) Mark Woodforde (1)   | Jared Palmer Richey Reneberg             | 6–2, 3–6, 6–3                         |
| 1995       | Pinehurst                             | Todd Woodbridge (2) Mark Woodforde (2)   | Alex O'Brien Sandon Stolle               | 6–2, 6–4                              |
| 1996       | Pinehurst                             | Pat Cash Patrick Rafter                  | Ken Flach David Wheaton                  | 6–2, 6–3                              |
| 1997       | Orlando                               | Mark Merklein Vince Spadea               | Alex O'Brien Jeff Salzenstein            | 6–4, 4–6, 6–4                         |
| 1998       | Orlando                               | Grant Stafford Kevin Ullyett             | Michael Tebbutt Mikael Tillström         | 4–6, 6–4, 7–5                         |
| 1999       | Orlando                               | Jim Courier Todd Woodbridge (3)          | Bob Bryan Mike Bryan                     | 7–6(4), 6–4                           |
| 2000       | Orlando                               | Leander Paes (1) Jan Siemerink           | Justin Gimelstob Sébastien Lareau        | 6–3, 6–4                              |
| 2001       | Houston                               | Mahesh Bhupathi Leander Paes (2)         | Kevin Kim Jim Thomas                     | 7–6(4), 6–2                           |
| 2002       | Houston                               | Mardy Fish Andy Roddick                  | Jan-Michael Gambill Graydon Oliver       | 6–4, 6–4                              |
| 2003       | Houston                               | Mark Knowles (1) Daniel Nestor (1)       | Jan-Michael Gambill Graydon Oliver       | 6–4, 6–3                              |
| 2004       | Houston                               | Richey Reneberg Christo van Rensburg     | Brian MacPhie David Witt                 | 2–6, 6–3, 6–2                         |
| 2005       | Houston                               | Mark Knowles (2) Daniel Nestor (2)       | Martín García Luis Horna                 | 6–3, 6–4                              |
| 2006       | Houston                               | Michael Kohlmann Alexander Waske         | Julian Knowle Jürgen Melzer              | 5–7, 6–4, [10–5]                      |
| 2007       | Houston                               | Bob Bryan (1) Mike Bryan (1)             | Mark Knowles Daniel Nestor               | 7–6(3), 6–4                           |
| 2008       | Houston                               | Ernests Gulbis Rainer Schüttler          | Pablo Cuevas Marcel Granollers           | 7–5, 7–6(3)                           |
| 2009       | Houston                               | Bob Bryan (2) Mike Bryan (2)             | Jesse Levine Ryan Sweeting               | 6–1, 6–2                              |
| 2010       | Houston                               | Bob Bryan (3) Mike Bryan (3)             | Stephen Huss Wesley Moodie               | 6–3, 7–5                              |
| 2011       | Houston                               | Bob Bryan (4) Mike Bryan (4)             | John Isner Sam Querrey                   | 6(4)–7, 6–2, [10–5]                   |
| 2012       | Houston                               | James Blake Sam Querrey                  | Treat Conrad Huey Dominic Inglot         | 7–6(14), 6–4                          |
| 2013       | Houston                               | Jamie Murray John Peers                  | Bob Bryan Mike Bryan                     | 1–6, 7–6(3), [12–10]                  |
| 2014       | Houston                               | Bob Bryan (5) Mike Bryan (5)             | David Marrero Fernando Verdasco          | 4–6, 6–4, [11–9]                      |
| 2015       | Houston                               | Ričardas Berankis Tejmuraz Gabašvili     | Treat Conrad Huey Scott Lipsky           | 6–4, 6–4                              |
| 2016       | Houston                               | Bob Bryan (6) Mike Bryan (6)             | Víctor Estrella Burgos Santiago González | 4–6, 6–3, [10–8]                      |
| 2017       | Houston                               | Julio Peralta Horacio Zeballos           | Dustin Brown Frances Tiafoe              | 4–6, 7–5, [10–6]                      |
| 2018       | Houston                               | Maks Mirny Philipp Oswald                | Andre Begemann Antonio Šančić            | 6(2)–7, 6–4, [11–9]                   |
| 2019       | Houston                               | Santiago González Aisam-ul-Haq Qureshi   | Ken Skupski Neal Skupski                 | 3–6, 6–4, [10–6]                      |
| 2020- 2021 | Annullato per pandemia di Coronavirus | Annullato per pandemia di Coronavirus    | Annullato per pandemia di Coronavirus    | Annullato per pandemia di Coronavirus |
| 2022       | Houston                               | Matthew Ebden Max Purcell (1)            | Ivan Sabanov Matej Sabanov               | 6–3, 6–3                              |
| 2023       | Houston                               | Max Purcell (2) Jordan Thompson (1)      | Julian Cash Henry Patten                 | 4–6, 6–4, [10–5]                      |
| 2024       | Houston                               | Max Purcell (3) Jordan Thompson (2)      | William Blumberg John Peers              | 7–5, 6–1                              |
| 2025       | Houston                               | Fernando Romboli John-Patrick Smith      | Federico Agustín Gómez Santiago González | 6-1, 6-4                              |

## Record dell'Era Open[5]

### Maggior numero di titoli vinti
- Jimmy Connors: 4 titoli
- Manuel Orantes: 3 titoli
- Andy Roddick: 3 titoli

### Maggior numero di finali
- Andy Roddick: 5 finali consecutive

### Nazione con maggior numero di titoli
- Stati Uniti: 21 titoli
- Argentina: 6 titoli
- Spagna: 6 titoli

### Maggior numero di vittorie nel doppio
- Bob Bryan /  Mike Bryan: 6 titoli